# Lycoriella solita
Lycoriella solita är en tvåvingeart som först beskrevs av Walker 1856.  Lycoriella solita ingår i släktet Lycoriella och familjen sorgmyggor. Inga underarter finns listade i Catalogue of Life.